# Siegburger Krieg
Der Siegburger Krieg war eine Auseinandersetzung um die Vogteirechte in den Vogteien Troisdorf-Wolsdorf und Siegburg. Streitende Parteien waren Herzog Wilhelm II. von Berg und der Abt des Michaelsberges, Pilgrim von Drachenfels. Der Krieg dauerte von 1402 bis 1407.

## Herrschaftsansprüche
Zum Burgbann der Abtei gehörte die Vogtei Siegburg, nicht aber die umlegende Vogtei Troisdorf-Wolsdorf. Während der Abt in Siegburg einen Vogt seiner Wahl eingesetzt hatte, nämlich Johann von Loen-Heinsberg, gelang ihm das in Troisdorf auch mit der erbetenen Unterstützung des Erzbischofs von Köln nicht. 

## Ablauf
Daraufhin wurde Troisdorf 1402 in Brand gesteckt und brannte vollkommen ab. Nachdem der Herzog seine Ansprüche bestätigte, schloss sich die Stadt Siegburg dem Herzog an. Daraufhin wurde 1403 von der Abtei aus auch Siegburg in Brand geschossen. 

## Folgen
In einem Vergleich erreichte Herzog Wilhelm II. 1407, dass er nach dem Tode des Siegburger Vogtes die Vögte von Siegburg stellen dürfe. Bis 1609 war der Abt nur noch geistliches Oberhaupt.